# Aleksander Szczygło
Aleksander Marek Szczygło, né le 27 octobre 1963 à Jeziorany et mort le 10 avril 2010 à Smolensk, est un homme d'État polonais membre de Droit et justice (PiS). Il est ministre de la Défense nationale entre février et novembre 2007.

## Biographie

### Formation et vie professionnelle
Il est diplômé en droit de l'université de Gdańsk en 1990. Pendant un an, il travaille comme assistant parlementaire du sénateur Lech Kaczyński. En 1991, il est recruté par L. Kaczyński, désormais ministre d'État à la Sécurité nationale, comme expert législatif.
Quand L. Kaczyński devient président de la Chambre suprême de contrôle (NIK), il le désigne directeur de son cabinet, une fonction qu'il occupe jusqu'en 1995. Il reprend ensuite ses études, pendant deux ans.
En 1997, il est choisi comme conseiller par le chef de l'Inspection du travail, puis il rejoint les services du comité pour l'intégration européenne (KIE). Il passe dans le secteur privé en 2001, obtenant un poste de conseiller du président de la banque PKO BP.

### Vie politique

#### Député et collaborateur présidentiel
Lors des élections législatives du 23 septembre 2001, il postule à la Diète sur la liste de Droit et justice (PiS) dans la circonscription d'Olsztyn. PiS y remporte un seul siège, qu'il obtient avec 5 536 votes préférentiels. Membre de la délégation polonaise au Parlement européen à compter de l'adhésion du pays à l'Union européenne le 1er mai 2004, il se présente sans succès aux élections européennes du 13 juin suivant.
À nouveau candidat aux élections législatives du 25 septembre 2005, il est réélu avec 19 006 suffrages de préférence, passant du pire au meilleur score de la circonscription, et remportant le meilleur résultat de la voïvodie. Il est nommé secrétaire d'État du ministère de la Défense nationale le 23 décembre suivant.
Il est rappelé par Lech Kaczyński, désormais président de la République, le 2 août 2006, pour occuper les fonctions de chef de la chancellerie présidentielle. Il doit alors démissionner de la Diète.

#### Ministre de la Défense
Le 7 février 2007, Aleksander Szczygło est nommé, à 36 ans, ministre de la Défense nationale dans le gouvernement de coalition de droite du président du Conseil des ministres conservateur Jarosław Kaczyński. Il prend la suite de Radosław Sikorski, démissionnaire à la suite de désaccords avec la politique européenne du président du Conseil.
Il s'engage alors à « rétablir les valeurs patriotiques» au sein de l'armée et à la débarrasser des officiers nommés à l'époque communiste ». Il ajoute que « Les héros de notre armée devraient être des gens qui ont lutté pour l'indépendance du pays, des patriotes [...] et non des candidats nommés par les Soviétiques. ». Il soutient ainsi un projet de loi visant à rétrograder ces officiers et à réduire leur pension, comme le général Wojciech Jaruzelski, qui mena la répression contre le syndicat Solidarność en 1981.

#### Après le gouvernement
L'instabilité parlementaire conduit à la convocation des élections législatives anticipées du 21 octobre 2007. Il se représente alors dans la circonscription d'Olsztyn, où il assure sa réélection avec 29 592 voix préférentielles. Bien qu'il améliore sensiblement son résultat de 2005, il est cette fois-ci devancé par le libéral Sławomir Rybicki.
Le 15 janvier 2009, le président L. Kaczyński le choisit comme nouveau chef du Bureau de la sécurité nationale (BBN), en remplacement de Władysław Stasiak, promu chef de la chancellerie. Il doit alors de nouveau renoncer à son mandat parlementaire.

### Mort
Le 10 avril 2010, il participe à la délégation conduite par L. Kaczyński et qui se rend à la commémoration du massacre de Katyń. Il meurt dans le crash de l'avion présidentiel, à la lisière de la base de Smolensk, ainsi que l'intégralité des personnes se trouvant à bord de l'appareil, notamment ses anciens collègues au gouvernement Grażyna Gęsicka, Przemysław Gosiewski, Władysław Stasiak et Zbigniew Wassermann.
Il est inhumé le 21 avril au cimetière militaire de Powązki, à Varsovie.